# Amerikansk skata
Amerikansk skata (Pica hudsonia) är en kråkfågel inom släktet skator som återfinns i västra halvan av Nordamerika. Den amerikanska skatan utmärker sig genom att bygga kupolformade bon och för att vara en av endast fyra nordamerikanska sångfåglar vars stjärt utgör hälften eller mer av kroppens totala längd (de andra är gulnäbbad skata, saxstjärtad kungstyrann och gaffelstjärtad kungstyrann). 

## Utseende och läten
Amerikansk skata är en medelstor (45–60 cm) kråkfågel med lång glänsande stjärt och svart näbb. Fjäderdräkten är svartvit, med svart på huvud, bröst, rygg, vingar och stjärt men vit buk och vitt på skapularer och handpennor. Den är näranog identisk med den europeiska skatan, men är något mindre men med längre stjärt samt har grönare toner på vingarna och blå, ej brun, ögoniris hos förstaårsungar. Även lätena skiljer sig, med tydligt långsammare tjattrande och ett unikt gnyende ljud som den endast delar med gulnäbbad skata.

## Utbredning och systematik
Amerikansk skata förekommer i Nordamerika från Alaska och Yukon till västra Kanada och västra USA. Den behandlas som monotypisk, det vill säga att den inte delas in i några underarter.

### Artstatus
Tidigare behandlades den som en del av den europeiska skatan, men urskiljs idag vanligen som egen art. Genetiska studier visar att den står mycket nära gulnäbbad skata trots sitt avvikande utseende.

## Levnadssätt
Fågeln är vanlig i prärier och parkliknande landskap med spridda träd. Där ses den vanligen i smågrupper på jakt efter både frön och animalisk föda som den mestadels hittar på marken. Bobygge inleds i slutet av januari och februari.

## Status och hot
Arten har ett stort utbredningsområde och det finns inga tecken på vare sig några substantiella hot eller att populationen minskar. Utifrån dessa kriterier kategoriserar IUCN arten som livskraftig (LC).